# Стебачёво
Стебачёво — село в Тейковском районе Ивановской области, входит в состав Нерльского городского поселения.

## География
Село расположено на берегу реки Нерль в 4 км на запад от центра поселения посёлка Нерль и в 30 км на юго-запад от райцентра города Тейково.

## История
В первый раз в старинных письменных документах Стебачево упоминается в «правой грамоте Великого князя Ивана Ивановичи по спорному делу о землях Спасо-Евфимиева монастыря» от 1476 года, из которой видно, что село Стебачево во второй половине XV столетия было вотчиной Спасо-Евфимиева монастыря. В 1520 году некто Матвей Судимантов и его сын Роман, владельцы села Петрова-Городища судились с Спасо-Евфимиевым монастырем, доказывая свои права на владение. Село Стебачево упоминается в приходно-расходных книгах Спасо-Евфимиева монастыря. С упразднением монастырских вотчин в 1764 году крестьяне села Стебачева переименованы в государственных. Каменная церковь с колокольней в селе во имя святого апостола и евангелиста Иоанна Богослова построена в 1786 году на средства прихожан. Престолов в церкви два: в холодной — в честь святого Иоанна Богослова, в теплой трапезе — во имя Святителя и Чудотворца Николая. В 1893 году приход состоял из села (44 двора) и деревень Иван, Медведево, Гари. Всех дворов в приходе 142, мужчин — 473, женщин — 470.

### Административно-территориальная принадлежность
В конце XIX — начале XX века село входило в состав Кибергинской волости Суздальского уезда Владимирской губернии.
С 1929 года село входило в состав Кибергинского сельсовета Тейковского района, с 1954 года — в составе Нерльского сельсовета, с 2005 года — в составе Нерльского городского поселения.

## Население
| 1859 |
| ---- |
| 196  |

| 1859 | 1905 | 2010 |
| ---- | ---- | ---- |
| 196  | ↗300 | ↘28  |

## Достопримечательности
В селе находится действующая церковь Иоанна Богослова (1786)